# Рокамена
Рокамена (итал. Roccamena) је насеље у Италији у округу Палермо, региону Сицилија.
Према процени из 2011. у насељу је живело 1544 становника. Насеље се налази на надморској висини од 473 м.

## Становништво
Према резултатима пописа становништва 2011. у општини је живело 1.562 становника.
| 1931. | 1936. | 1951. | 1961. | 1971. | 1981. | 1991. | 2001. | 2011. |
| ----- | ----- | ----- | ----- | ----- | ----- | ----- | ----- | ----- |
| 2.542 | 2.624 | 3.284 | 2.772 | 2.436 | 2.100 | 2.132 | 1.793 | 1.562 |